# Andricophiloscia pedisetosa
Andricophiloscia pedisetosa là một loài chân đều trong họ Philosciidae. Loài này được Taiti & Humphreys miêu tả khoa học năm 2001.